# 沃罗研究院
沃罗研究院是爱沙尼亚的一所国立研究机构，致力于保护和推广沃罗语言和其文化。
沃罗研究所由爱沙尼亚政府在1995年时于南部小镇沃魯建立。最初，研究所的所长为恩·卡萨克 、凯多·卡玛 和库里·艾肯鲍姆 。研究所的现任所长是莱纳·库巴。该研究所的研究人员包括地名研究者埃瓦尔·萨尔和沃罗语词典编纂者苏列夫·伊瓦等人。